# Aline Abboud

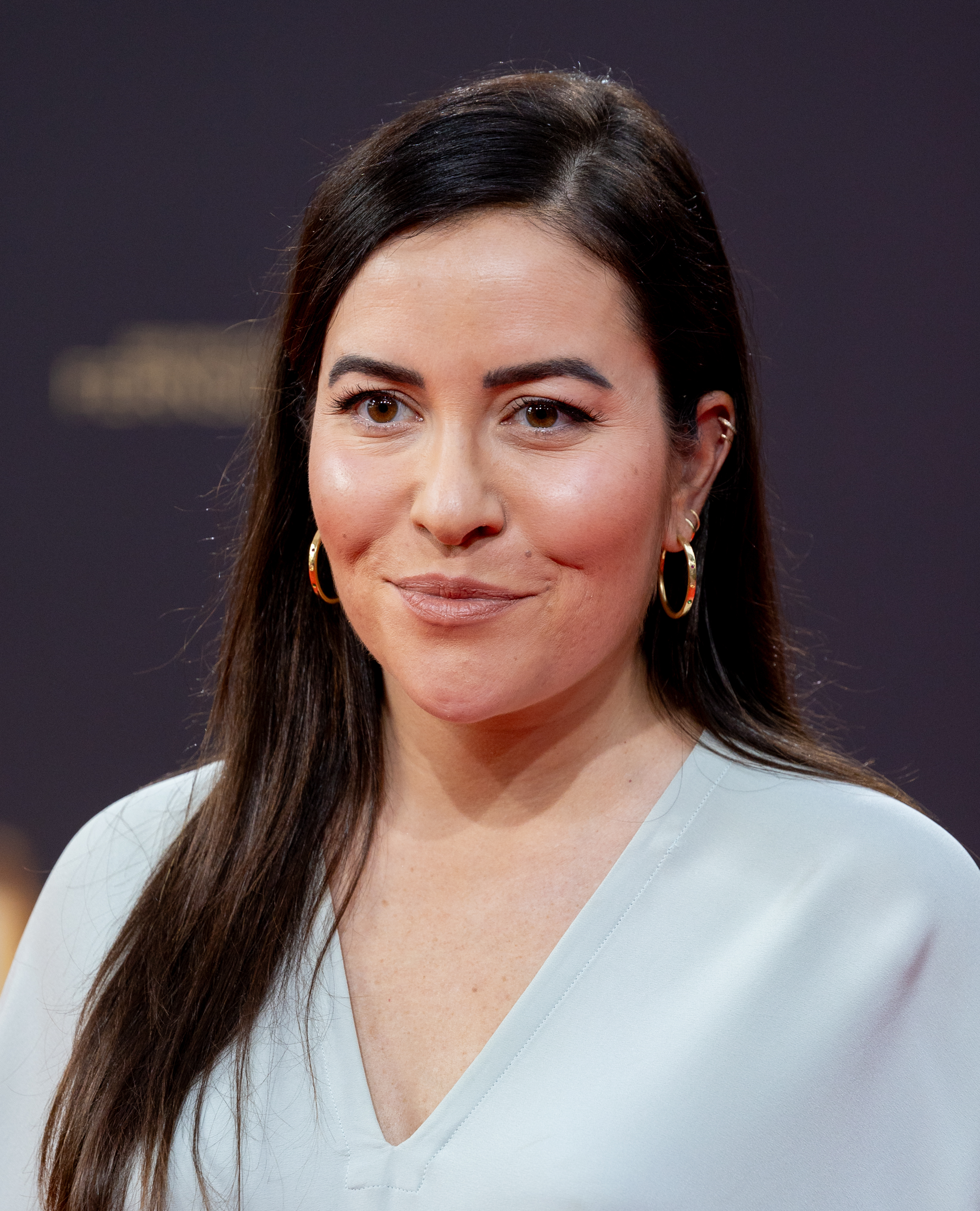
Aline Abboud (2023)

Aline Abboud (* 23. Januar 1988 in Ost-Berlin) ist eine deutsche Journalistin, Fernsehmoderatorin und Autorin. Von September 2021 bis Januar 2024 moderierte sie die Tagesthemen im Ersten und die Tagesschau-Nachrichten auf Tagesschau24.

## Leben und Wirken
Aline Abboud ist die Tochter einer deutschen Apothekerin und eines aus Byblos stammenden libanesischen Fotografen, der 1982 zum Studium der Fotografie in die DDR nach Leipzig an die Kunsthochschule gekommen war. Sie wuchs in Berlin-Pankow auf. 1991 war sie als Kind erstmals im Libanon. Sie legte 2007 am Carl-von-Ossietzky-Gymnasium das Abitur ab. Anschließend studierte sie ab 2007 Arabistik an der Universität Leipzig mit Aufenthalten in Istanbul und Beirut. Das Studium schloss sie 2013 mit einem Master of Arts ab.
Während des Studiums absolvierte Abboud Praktika bei nationalen und internationalen Printmedien sowie Radio- und Fernsehsendern. Einem Volontariat beim Deutschen Bundestag folgte 2016 ihre Anstellung beim ZDF, zunächst als Social-Media-Redakteurin und Redaktionsassistentin für die von Dunja Hayali präsentierte Sendung ZDFdonnerstalk in Berlin. Im Oktober des Jahres wechselte sie in die Nachrichtenredaktion von heute nach Mainz. Dort arbeitete Abboud als Redakteurin und Moderatorin für heute Xpress. Ab 2020 war sie Gastgeberin im Podcast des Magazins Zenith.
Am 21. Juni 2021 wurde Abbouds Wechsel vom ZDF ins Erste (ARD) bekannt. Ab dem 4. September 2021 moderierte sie als Nachfolgerin von Pinar Atalay im Wechsel mit den anderen Moderatoren die Tagesthemen. Außerdem moderierte sie ab dem 8. Februar 2022 Livestrecken der Tagesschau-Nachrichten auf Tagesschau24. Im November 2024 gab Abboud bekannt, nach ihrer im Januar 2024 begonnenen Schwangerschaftspause aus privaten Gründen nicht mehr als Moderatorin zu den Tagesthemen zurückzukehren. Weiterhin moderierte sie zusammen mit Jan Schipmann DIE DA OBEN! im Onlinemedienangebot funk, einem gemeinsamen Netzwerk von ARD und ZDF.
Anfang des Jahres 2025 erschien ihr Buch Barfuß in Tetas Garten – Berlin, mein Libanon und ich.
Ab dem 18. August 2025 ist Abboud Pressesprecherin des Bundesministeriums für wirtschaftliche Zusammenarbeit und Entwicklung.

## Soziales Engagement
Zu ihrem sozialen Engagement gehört unter anderem die Teilnahme am Dialogprojekt Triff mich! des Tagesschau-Sprechers Constantin Schreiber, gemeinsam mit den Fernsehjournalistinnen Susanne Daubner und Damla Hekimoğlu. Abboud saß außerdem neben Ayad Al-Ani und Gilles Kepel im Beirat der gemeinnützigen Candid Foundation, die zivilgesellschaftliche Projekte im Nahen Osten umsetzt. Stand Juli 2024 gehört sie zu den Associates der Stiftung.

## Privates
Abboud ist Mutter einer 2024 geborenen Tochter und lebt mit ihrer Familie in Berlin.

## Publikationen
- mit Nana Heymann: Barfuß in Tetas Garten. Berlin, mein Libanon und ich. Ullstein, Berlin 2025, ISBN 9783864931338.